# مؤسسة القدس
مؤسسة القدس أو مؤسسة صندوق القدس (بالعبرية: הקרן לירושלים) هي مؤسسة غير ربحية تعمل على تشجيع تطوير مدينة القدس، إسرائيل (فلسطين) عن طريق جمع الأموال للمشاريع الاجتماعية والثقافية والتجميلية. تأسست في عام 1966 من قبل رئيس بلدية القدس تيدي كوليك، وقد ساهمت بمئات الملايين من الدولارات لميزانية المدينة والحدائق العامة التي أنشئت، والحدائق، والغابات، والمواقع الترفيهية والمسارح والمتاحف، واستعادة المواقع القديمة، والمعابد، والمساجد، والكنائس، بتمويل المجتمع والمراكز الاجتماعية ومراكز مرحلة ما قبل المدرسة، والعيادات الصحية، وبرعاية الحفريات الأثرية، والمنح الدراسية، والفعاليات الثقافية. مؤسسة القدس فريدة من نوعها في هيكلها ومهمتها; لأنها تمول مشاريع البلدية بتبرعات خاصة من مصادر دولية.

## التاريخ
عندما أصبح تيدي كوليك رئيس بلدية القدس في عام 1965، كانت المدينة مقسمة إلى القطاعين العربي واليهودي نتيجة لهدنة 1949. كان واحدًا من أهداف كوليك لمؤسسة القدس استخدامها لبناء دعم يهود العالم لتطوير القدس اليهودية، وفي الوقت نفسه، عانت المدينة من الفقر والاكتظاظ، مع الكثير من السكان الذين يعيشون في مشاريع الإسكان، وبالكاد كانت توجد حديقة أو ملعب، وكانت أول مبادرة لمؤسسة القدس إنشاء الحدائق العامة في عدد قليل من أفقر أحياء المدينة، مع الأموال التي تبرع بها داعمو نيويورك.، قامت المؤسسة بفرش الزهور الملاعب منذ نشأتها وأنشأت حدائق في معظم أحياء القدس.
سياسيًا، كوليك رأى المؤسسة كأداة لدفع المشاريع السابقة لمجلس المدينة التي كانت غير قادرة أو غير راغبة في تقديم الدعم لها

## الهيكل التنظيمي
يشمل الهيكل التنظيمي لمؤسسة القدس الجمعية العامة المكونة من كبار رجال الأعمال والشخصيات الأكاديمية في القدس وحول العالم. تجتمع الجمعية العمومية مرة كل سنتين لمناقشة النفقات المالية وخطة عمل المؤسسة، وهي تنتخب أيضا أعضاء مجلس الإدارة، الذي ينعقد مرة كل 4-6 أسابيع للإشراف على الأنشطة في المجالات الخارجية وجمع التبرعات والمشاريع والتقنية والمالية.
مؤسسة القدس غير تابعة سياسيًا.مقرها في القدس، ولديها مكاتب لجمع الأموال في الولايات المتحدة، والمملكة المتحدة، وألمانيا، وفرنسا، وإسبانيا، وإيطاليا وكندا.
يتم منح جائزة كوليك تيدي سنويا منذ عام 1999 لأولئك الذين «قدموا مساهمات بارزة في دفع عجلة التنمية الاجتماعية والثقافية والتعليمية والمادية لمدينة القدس».
رئيس بلدية القدس الحالي، نير بركات، هو الرئيس الفخري لمؤسسة القدس، والسياسي الإسرائيلي سالاي ميريدور هو الرئيس الدولي.

## إيرادات
بين عامي 1966 و1980، بلغت إيرادات مؤسسة القدس حوالي 16 إلى 20 في المئة من ميزانية البلدية. بين 1966 و1991، ساهمت مؤسسة القدس ب 245 مليون دولار لتطوير المدينة.بين عامي 1991 و1996، قُدِّر دخلها من التبرعات بمبلغ 20 مليون دولار سنويًا. في بداية العقد 2000، ارتفع هذا الرقم إلى 30 مليون دولار سنويًا. وأصبحت الإيرادات 25 مليون دولار في عام 2011.
ذكر التقرير السنوي للمؤسسة القدس للعام 2010 أنه قد تم جمع أكثر من 800 مليون دولار بين عامي 1966 و2010.

## مشاريع
اعتبارًا من 2012، قد مولت مؤسسة القدس أكثر من 2,000 مشروع، وقامت ببناء العديد من الحدائق والمتنزهات والغابات في جميع أنحاء المدينة، فضلًا عن المواقع الترفيهية. وقامت بترميم كثير من المواقع الأثرية والتاريخية - لا سيما الحي اليهودي في البلدة القديمة - والمعابد اليهودية والمساجد والكنائس، وقد مولت مراكز اجتماعية ومراكز مرحلة ما قبل المدرسة، وعيادات وحفريات أثرية، ومنح دراسية، وورش عمل فنانين، ومجموعة واسعة من الفعاليات الثقافية.

### المشاريع الرائدة
1. متحف إسرائيل
2. تل بيوت
3. البلدة القديمة (القدس)
4. ملعب تيدي
5. برج القلعة
6. حديقة الحيوان الكتابية في القدس

## وصلات خارجية
- التقرير السنوي 2009[وصلة مكسورة]
- التقرير السنوي 2010 نسخة محفوظة 3 ديسمبر 2018 على موقع واي باك مشين.
- جولة مؤسسة القدس (فيديو)